# Classe Capitán O'Brien
La classe Capitán O'Brien était une classe de trois sous-marins construits au Royaume-Uni pour la marine chilienne à la fin des années 1920. Ils étaient similaires aux sous-marins britanniques contemporains de classe Odin, mais étaient légèrement plus petits et armés d’un canon de pont plus grand de 4,7 pouces (120 mm)/ 45 calibres.

## Navires de la classe[3]
Tous les navires ont été construits par Vickers à Barrow-in-Furness et mis en service en 1929. La photographie du Simpson par le constructeur donne les dimensions suivantes : longueur hors-tout 272 pieds 9 pouces (83,1 m) ; maître-bau 27 pieds 6 pouces (8,4 m) ; tirant d'eau maximum 16 pieds 6 pouces (5,0 m) ; vitesse de 15 nœuds (28 km/h) en surface et 9,5 nœuds (17,6 km/h) en immersion .
| Nom                                                      | Lancé           | Retrait du service |
| -------------------------------------------------------- | --------------- | ------------------ |
| Almirante Simpson, nommé d’après Robert Winthrop Simpson | 15 janvier 1928 | 1957               |
| Capitán O'Brien                                          | 2 octobre 1928  | 1957               |
| Capitán Thompson                                         | 15 janvier 1929 | 1958               |

## Service
Pendant la Seconde Guerre mondiale, les sous-marins ont effectué des patrouilles le long de la côte chilienne.

## Postérité
Dans les années 1970 le Chili a acheté deux sous-marins de classe Oberon, dont le premier a été baptisé O'Brien tout court, sans le grade Capitán. Les deux navires étaient également connus localement sous le nom de « classe O'Brien ».